# Mezopotámiai dámvad
A mezopotámiai dámvad (Dama mesopotamica) az emlősök (Mammalia) osztályának párosujjú patások (Artiodactyla) rendjébe, ezen belül a szarvasfélék (Cervidae) családjába és a szarvasformák (Cervinae) alcsaládjába tartozó faj.
A mezopotámiai dámvadat régebben az európai dámvad alfajának tartották, ma már külön fajnak tekintik. A mérete valamivel nagyobb az európaiénál, viszont az agancsuk kevésbé „lapátos”. Elsősorban a sűrű növényzetű, erdős területeket kedveli, ahol elbújhat ragadozói elől.

## Életmódja
A mezopotámiai dámvad legeléssel táplálkozó növényevő, étrendjének 60%-át fű teszi ki, de fogyaszt még leveleket és dióterméseket is. Területének mérete nemtől és kortól függően változik. Az idősebb bikák territóriálisabbak, mint a fiatalabbak; az idősebb tehenek azonban átlagosan 0,9 km-en belül maradnak, legalábbis ott, ahol visszatelepített állományai élnek, míg a fiatalabb tehenek átlagosan 2,3 km-re vándorolnak el a területüktől.
A vadonban legalább 11 évig él. Természetes ragadozója a szürke farkas.

## Természetvédelmi helyzete
A mezopotámiai dámvad hajdan nagy területen terjedt el, ott, ahol az emberi civilizáció, az első városok kialakultak, a Közel-Keleten és Északkelet-Afrikában. Nem csoda, hogy ez a szarvas fontos szerepet töltött be az ott élő népek mítoszaiban és hitvilágában, így a Bibliában is szó esik erről az állatról. Például ez az egyike annak a hét vadon élő patás fajnak, amelyet a Mózes ötödik könyve felsorol, mint nem tisztátalan, vagyis ehető állat. Azonban nem ez okozta a faj vesztét, hanem az élőhelyük pusztulása, valamint a modern lőfegyverek megjelenése, ezzel vadászatuk hatékonyabbá válása. Az állat 1875-ös leírásakor már csak Irán nyugati és délnyugati területein lehetett vele találkozni. Az 1940-es években pedig már nem találták nyomát sem, így kipusztultnak tekintették, de 1957-ben Werner Trense német vadász ismét felfedezett egy kisebb, 25 fős populációt Délnyugat-Iránban.
Ekkor indult meg a faj mesterséges körülmények között való (ex situ) védelme azzal, hogy a németországi Opel Zooba került néhány egyede, ahol a mezopotámiai dámvadak szaporításába fogtak. Rajtuk kívül még Izrael vállalta fel a faj védelmét, és tett erőfeszítéseket a szaporítására, majd visszatelepítésére. Bár közben egy malőr történt, egy európai dámvaddal is történt kereszteződés Németországban, a hibát kiküszöbölték a szakemberek, és végül sikerült úgy felszaporítani a tiszta vérvonalú állományt, hogy elindulhatott az iráni populációk megerősítése a visszatelepítésekkel. Ennek köszönhetően ma már több, mint 365 egyede él vadon Irán védett területein. Izraelben szintén körülbelül 350 egyed, míg európai fajmegmentési programban részt vevő állatkertekben kb. 160 mezopotámiai dámvad él.
Ma eredeti állományok csak a Karkeh és a Dez Vadrezervátumokban élnek, de visszatelepített állományok is vannak a Dast-e Náz Vadrezervátumban (Észak-Irán), a Szemeszkande Vadrezervátumban (Észak-Irán), az Urmia-tó Ask és Kabudán szigetén, valamint az Ardzsán és Parisán Védett Övezetben. Az iráni dámvadak kizárólag szigeteken vagy elkerített területeken élnek.
A szemeszkandei állatok egy része európai dámvadaktól (Dama dama) is származó hibrid, amiket külön tartanak a tiszta vérvonalú dámvadaktól; néhány hibridet 1978-ban Izraelbe szállítottak, ahol több telepítést végeztek velük.
2014. március 21-től a mezopotámiai dámvadak hat példányból álló – fele-fele arányban a Stuttgarti Állatkertből és a kronbergi Opel Zooból érkezett – csapata látható a Szegedi Vadasparkban.

## Fordítás
- Ez a szócikk részben vagy egészben  a   Persian fallow deer című angol Wikipédia-szócikk fordításán alapul.  Az eredeti cikk szerkesztőit annak laptörténete sorolja fel. Ez a jelzés csupán a megfogalmazás eredetét és a szerzői jogokat jelzi, nem szolgál a cikkben szereplő információk forrásmegjelöléseként.